# Monte Porrino
Monte Porrino es comunal de más de 1700 Ha en el municipio de Salvaleón, Badajoz, perteneciente a la comarca Sierra Suroeste.
Situado entre tres sierras, Sierra Santamaría, Sierra Monsalud y Sierra Barbellido tiene un relieve accidentado con una altitud media de 520 m s.n.m.
En su interior, además de antiguos cortijos rehabilitados, hay restos de otras épocas históricas:
- Dólmenes del Neolítico,
- Cistas de la Edad de Bronce,
- restos de una villa romana,
- La Tumba del moro, una tumba medieval.

## Economía
Consta principalmente de encina, aunque se encuentran buenas agrupaciones de alcornoque. Su alta producción de bellota, que se reparte entre los empadronados en Salvaleón, son una fuente de riqueza para el engorde del cerdo ibérico.
Se explota actualmente el ecoturismo.